# Otto Schaaf

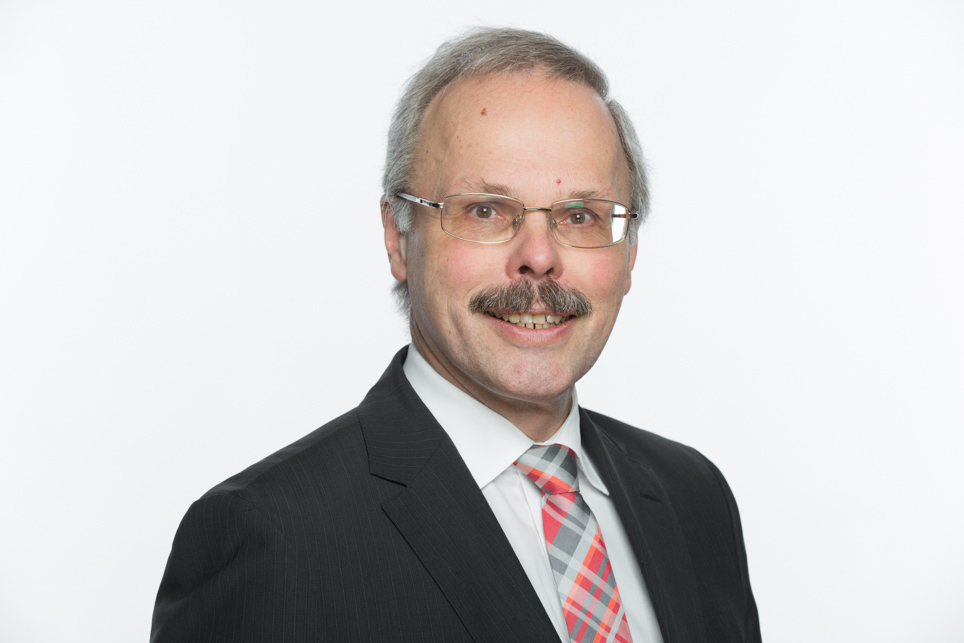
Otto Schaaf

Otto Schaaf (* 25. Juni 1956 in Hagen) ist ein deutscher Bauingenieur mit wasserwirtschaftlichem Schwerpunkt. Von 2006 bis 2021 war er Vorstand der Stadtentwässerungsbetriebe Köln (StEB Köln), von 2007 bis Ende 2018 Präsident der Deutschen Vereinigung für Wasserwirtschaft, Abwasser und Abfall e. V. (DWA). Ende 2020 wurde ihm das Bundesverdienstkreuz am Bande verliehen.

## Leben
Schaaf studierte von 1976 bis 1982 an der RWTH Aachen Bauingenieurwesen. Anschließend absolvierte er das technische Referendariat in der Fachrichtung Stadtbauwesen in Nordrhein-Westfalen und schloss dieses 1984 mit dem Staatsexamen zum Bauassessor ab.
Seine berufliche Tätigkeit begann Schaaf 1985 in Ludwigshafen. In der Stadtverwaltung übernahm er die Leitung der Abteilung Stadtentwässerung, die später Eigenbetrieb der Stadt wurde. 1990 wechselte er zum Amt für Stadtentwässerung in Köln. Hier übte er leitende Positionen auf den Gebieten Abwasserableitung und Abwasserreinigung, Hochwasserschutz und Gewässerentwicklung aus. 2006 wurde Otto Schaaf zum Vorstand der heute als Anstalt öffentlichen Rechts (AöR) organisierten Stadtentwässerungsbetriebe Köln berufen, einem kommunalen Unternehmen mit rund 660 Mitarbeitern.
Otto Schaaf lebt in Hürth bei Köln, ist verheiratet, hat zwei Töchter und drei Enkelkinder.

## Engagement
Otto Schaaf ist auch außerhalb seines beruflichen Wirkens aktiv. Auf Initiative der StEB Köln und insbesondere von Otto Schaaf wurde die Wasserschule Köln als Kooperation mit den beiden Partnern RheinEnergie AG und Wasserforum Köln e. V. gegründet.
Außerdem arbeitete Schaaf ehrenamtlich in Fach- und Leitungsgremien der Deutschen Vereinigung für Wasserwirtschaft, Abwasser und Abfall e. V. (DWA) mit. Zehn Jahre war er Vorsitzender des DWA-Hauptausschusses „Entwässerungssysteme“. In dieser Zeit brachte er sich unter anderem in die europäische Normungsarbeit ein. Für die DWA arbeitete er beim Europäischen Normungsinstitut (CEN) im Technischen Komitee 165 „Abwassertechnik“ sowie in der Arbeitsgruppe 22 „Entwässerungssysteme außerhalb von Gebäuden“ mit.
Von Januar 2000 bis Ende 2018 war Otto Schaaf Mitglied des DWA-Präsidiums. Innerhalb des Präsidiums leitete er mehrere Jahre die Kommission für Ehrungen und Auszeichnungen, bis er am 1. Januar 2007 zum Präsidenten der DWA gewählt wurde. Während seiner Präsidentschaft wurde die DWA-Politikberatung aufgebaut. Die Eröffnung des DWA-Büros Berlin im Juni 2007 und die seit 2011 alle zwei Jahre in Berlin stattfindende DWA-Bundestagung (2019 in DWA-Dialog Berlin umbenannt) sind hierfür sichtbare Zeichen. Insbesondere die Zusammenarbeit mit den Schwesterverbänden in Österreich und in der Schweiz wurde von ihm gepflegt.
Neben der ehrenamtlichen Tätigkeit in der DWA nahm Otto Schaaf leitende Aufgaben unter anderem beim Deutschen Städtetag (DST), der Allianz der öffentlichen Wasserwirtschaft (AöW), beim Verband kommunaler Unternehmen (VKU), beim HochwasserKompetenzCentrum, im Wasserforum Köln und beim Güteschutz Kanalbau wahr.
Bei der Gesellschaft zur Förderung der Abwassertechnik e. V. (GFA), einer Servicegesellschaft der DWA, war Schaaf Vorstandsvorsitzender. In dieser Funktion gab er unter anderem die wasserwirtschaftlich relevanten Zeitschriften KA-Korrespondenz Abwasser|Abfall und KW-Korrespondenz Wasserwirtschaft sowie die Zeitschriftenbeilagen KA-Betriebsinfo und Gewässerinfo heraus.
Des Weiteren war Schaaf Jury-Mitglied der GreenTechAwards und Mitglied im IFAT Executive Board.

## Ehrungen
Für seine Verdienste um die Wasser- und Abfallwirtschaft und für die Zusammenarbeit der DWA mit der österreichischen Schwesterorganisation wurde Otto Schaaf 2014 zum Ehrenmitglied des Österreichischen Wasser- und Abfallwirtschaftsverbands (ÖWAV) ernannt. Seit 2019 ist Schaaf Ehrenmitglied der DWA. Im November 2020 wurde Otto Schaaf für sein Engagement im Hochwasserschutz das Bundesverdienstkreuz am Bande verliehen.

## Veröffentlichungen (Auswahl)
- Schaaf, Otto/Lenz, Jutta: „Aqua Colonia“ History for the Municipal Drainage in Cologne, 12th IWA Specialised Conference on Design, Operation and Economics of Large Wastewater Treatment Plants, Prague 2015
- Schaaf, Otto/Lenz, Jutta: Klärschlammverwertung in Köln, Kommunal-Verlag, Fachverlag für Kommunalwirtschaft und Umwelttechnik GmbH, Zeitschrift Kommunalwirtschaft, Heft 09/2015, Wuppertal 2015
- Schaaf, Otto/Lenz, Jutta: Funktionsprüfung privater Grundstücksentwässerungsanlagen – was nun?, Aachener Schriften zur Stadtentwässerung, Band 17, Seite 2/1–2/9, Aachen 2013
- Schaaf, Otto/Lenz, Jutta: Öffentlichkeitsarbeit und Kundenperspektive in öffentlichen Unternehmen, Aachener Schriften zur Stadtentwässerung, Band 16, Seite 1/1–1/10, Aachen 2012
- Schaaf, Otto/Lenz, Jutta: Perspektivkonzept 2020, Aachener Schriften zur Stadtentwässerung, Band 15, Seite 3/1–3/13, Aachen 2011
- Schaaf, Otto (Hrsg.)/Kasper, Manfred: Aqua Colonia – Die Geschichte der Stadtentwässerung in Köln, Köln 2000
- Schaaf, Otto/Lenz, Jutta: Heute schon die Zukunft denken : Der demografische Wandel als Herausforderung für die Wasserwirtschaft, Kompetenz Wasser: Kölner Fachjournal für Abwasser, Hochwasserschutz und Gewässer; Heft 23, S. 24–27
- Schaaf, Otto: Benchmarking, Bundestagung der DWA: 26./27. September 2012 in Magdeburg, S. 15
- Schaaf, Otto/Brandenburg, Heinz/Luciani, Robert: Asset Management bei den StEB Köln : Mit risikobasierter Instandhaltung zu einem effizienten Anlagenbetrieb, Gewässerschutz – Wasser – Abwasser (GWA); Bd. 220, Beitrag 63
- Schaaf, Otto/Lenz, Jutta: Standortbestimmung und Zukunftschancen der deutschen Wasserwirtschaft, Gewässerschutz – Wasser – Abwasser (GWA); Bd. 220, Beitrag 1
- Schaaf, Otto: Die Wasserwirtschaft der Zukunft : Mögliche Rahmenbedingungen und Konsequenzen, Initiativen zum Umweltschutz; Bd. 81, S. 32–43
- Schaaf, Otto/Lenz, Jutta: Standortbestimmung und Zukunftschancen der deutschen Wasserwirtschaft, KW – Korrespondenz Wasserwirtschaft, 08/2010, S. 410–416
- Schaaf, Otto: Alles im Fluss : Der Kölner Hochwasserschutz im Kontext nationaler und europäischer Entwicklungen, Kompetenz Wasser: Kölner Fachjournal für Abwasser, Hochwasserschutz und Gewässer; Heft 16, S. 4–8
- Schaaf, Otto/Brandenburg, Heinz: Gemeinsame Sanierung von öffentlichen und privaten Kanälen, Schriftenreihe Siedlungswasserwirtschaft Bochum (SIWAWI); Heft 52, S. 157–174
- Schaaf, Otto/Waidelich, Peter: Optimierter Kanalbetrieb mit Einsatz eines Betriebsführungssystems, KA – Abwasser, Abfall, 6/2006, S. 582–586
- Schaaf, Otto: Stadt und Umland im Dialog, Abwasserforum Köln: Fachjournal für Abwassertechnik; Heft 14, S. 16–21
- Schaaf, Otto/Lüth, Nina/Kleine, Thomas: Mitarbeiterbefragung bei den Kölner Stadtentwässerungsbetrieben : eigene Potenziale erkennen, KA – Abwasser, Abfall, 5/2005, S. 604–607
- Schaaf, Otto/Waidelich, Peter: Optimierter Kanalbetrieb mit Einsatz eines Betriebsführungssystems, Abwasserforum Köln: Fachjournal für Abwassertechnik; Heft 13, S. 9–14
- Schaaf, Otto/Oelmann, Hubertus: Die Kölner Stadtentwässerung als Anstalt öffentlichen Rechts, KA – Abwasser, Abfall, 2/2004, S. 146–151
- Schaaf, Otto: Neue Wege der Stadtentwässerungsbetriebe Köln bei Prüfung und Sanierung von Grundstücksleitungen, Abwasserforum Köln: Fachjournal für Abwassertechnik; Heft 12, S. 7–14
- Schaaf, Otto: Benchmarking – Erfahrungsbeispiel der Stadtentwässerungsbetriebe Köln, Feugrès-Kongress 2001: 14th International Meeting; Barcelona 2001, S. 72–74
- Schaaf, Otto: Betriebs – und Sanierungsstrategien für die öffentliche Kanalisation : gezieltes Handeln senkt Kosten, Schriftenreihe a. d. Institut f. Rohrleitungsbau FH Oldenburg, Bd. 16, S. 23–42
- Schaaf, Otto: Gezieltes Handeln senkt Kosten : Sanierungsstrategien für die öffentliche Kanalisation, Umwelt, 4/99, S. 26 ff.
- Schaaf, Otto: Wirtschaftliche Führung eines Leistungszentrums : Beispiel Stadtentwässerung Köln, awt abwassertechnik, 1/98, S. 33 ff.
- Schaaf, Otto: Konzept für das Management eines Kanalisationssystems, awt Abwassertechnik, 6/96, S. 6 ff.